# Lypesthes
Lypesthes es un género de insecto coleóptero de la familia Chrysomelidae.

## Especies
Las especies de este género son:
- Lypesthes carinatus Eroshkina, 1992
- Lypesthes irregularis Eroshkina, 1992
- Lypesthes mausonica Eroshkina, 1992
- Lypesthes regalis Medvedev & Zoia, 1996
- Lypesthes striatus Eroshkina, 1992
- Lypesthes vietnamicus Eroshkina, 1992
- Lypesthes vittatus Zhou & Tan, 1997